# We Will ～在那裡～
《We Will 〜在那裡〜》（日语：We Will 〜あの場所で〜）為日本音樂團體EXILE的第7張單曲，於2003年2月5日於日本發行。

## 概要
- SHUN第一次作詞的單曲。自己也說「放入強烈感情的曲子」。
- 這首歌PV是與歌曲《J Soul Brothers》一組。在PV裡岡本綾有參與演出。
- 歌唱節目中用低半個調的去唱。
- 2008年12月3日發售的專輯《EXILE BALLAD BEST》中收錄了ATSUSHI和TAKAHIRO的再錄版本，是管弦樂版本及低半個調。
- EXILE與高橋ヒロシ、山口陽史的漫畫的第七卷封底的插圖以這個單曲的封面為藍本。

## 收錄歌曲
1. We Will 〜在那裡〜 (Original Mix) [5:26]
作詞：SHUN / 作曲：中野雄太 / 編曲：h-wonder
2. Kiss you (Live Version) [4:45]
第6張單曲《Kiss You》的演唱版本。
3. song for you (Live Version) [5:44]
第4張單曲《song for you》的演唱版本。
4. We Will 〜在那裡〜 (Instrumental)